# Линц
Линц (на немски: Linz) е град в Североизточна Австрия, център на провинция Горна Австрия.

## География
Разположен е на река Дунав и има население 191 501 души (към януари 2013 г.), с което е 3-ти по големина в Австрия след Виена и Грац. Има жп гара и аерогара на 15 km.

## История
Възникнал на мястото на римския град Ленция.

## Култура

### Музеи
- Музей на съвременното изкуство „Лентос“ – един от най-големите австрийски музеи за съвременно изкуство.
- музей на Волфганг Гурлит
- Музей на Штифтер.
- Градски музей „Нордико“.
- Музей на Горна Австрия.

### Театри
- Регионален театър (Landestheater) – най-големия театър на Линц.
- Театър Феникс.
- Театър Вариете Хамелеон.
- Келерт-театър.
- Музикален театър.

### Културни центрове
- Концертен център Брукнер (Brucknerhaus) – най-големата концертна зала на града. Ежегодно, през септември тук се провежда Брукнеровския фестивал.
- Център за електронно изкуство— център, посветен на достиженията в областта на 3D – моделирането и виртуалната реалност. Провежда се ежегоден фестивал Ars Electronica.

Линц е избран за културна столица на Европа за 2009 г.

## Спорт
Представителният футболен отбор на града се казва ЛАСК. Редовен участник е в Австрийската бундеслига.

## Побратимявания
- Шарлотенбург-Вилмерсдорф, Берлин, Германия, от 1995
- Ческе Будейовице, Чехия, от 1987
- Чънду, Китай, от 1983
- Габес (Gabès), Тунис, от 1977
- Хале, Германия, от 1975
- Канзас Сити, САЩ, от 1988
- Куанян (Gwangyang), Южна Корея, от 1991
- Линшьопинг, Швеция, от 1995
- Линц на Рейн, Германия, от 1987
- Модена, Италия, от 1992
- Нижни Новгород, Русия, от 1993
- Норшьопинг, Швеция, от 1995
- Сан Карлос, Никарагуа, от 1988
- Запорожие, Украйна, от 1983
- Тампере, Финландия, от 1995